# Kejsarporslinsblomma
Kejsarporslinsblomma (Hoya imperialis) är en art i familjen oleanderväxter. Den förekommer naturligt i Malaysia, Indonesien och på Filippinerna. Arten odlas som krukväxt i Sverige.
Kejsarporslinsblomma är en klättrande buske med mjölksaft. Bladen är äggrunda, ljust gröna med ljus mittnerv, men utan fläckar, de är  12-22 cm långa och 5-8 cm breda, med något vågig kant. Blommorna sitter 6-12 tillsammans i en falsk klase, de är skålformade, 6,5-8 cm i diameter, doftande och håller 14-20 dagar. Arten doftar mest nattetid och doften sägs påminna om gardenia. Kronan är rosa till vinröd med vit mitt. Bikronan är vit till benvit. Arten producerar mycket nektar som samlas in av myror, som i gengäld håller växten fri från ohyra. 

## Varieteter
Två varieteter urskiljs:
- var. imperialis - har ovala blad och ofta mörka blommor.
- var. rauschii Regel - har ljusare, rundare blommor som är mer klocklika till formen och cirka 6,5 cm i diameter. Bladen är mer långsmala. Förekommer på Borneo. 'Borneo Red' är en odlad klon.

### Webbkällor
- Svensk Kulturväxtdatabas
- Svenska Hoyasällskapet - Hoya imperialis
- Mypos - Hoya